# Creu de terme de Santa Maria del Bruc
La Creu de terme de Santa Maria del Bruc és una creu de terme del Bruc (Anoia) situada al carrer de la Parròquia. Està inclosa a l'Inventari del Patrimoni Arquitectònic de Catalunya.

## Descripció
És una creu llatina de ferro forjat muntada sobre un volum quadrangular d'obra recobert per lloses de pedra unides amb morter. En aquesta base, hi consta el nom de la creu i la data de construcció, tot realitzat amb ferro i soldat a la pedra. La creu, pròpiament dita, és un volum net, tan sols perfilat per barres de ferro que treballades, configuren la forma i l'ornamentció. Un gran quadrat central realitzat amb ferros entrelligatas, destaca la zona central de la creu. A l'extrem del braç inferior, dues anelles enllacen amb el tram vertical de connexió amb la base de pedra. Aquest tram vertical està treballats amb elements de forja.

## Història
Va ser construïda el 1959 per iniciativa popular entre els veïns del carrer de la parròquia, impulsada per mossèn Jaume Torrent, rector de l'església de Santa Maria, per construir una creu de terme en el lloc on antigament ja se n'hi trobava una altra. La creu havia estat situada al peu del camí medieval que passava per la part més antiga de la població, actual carrer de la Parròquia, abans de l'expansió urbana del carrer del Bruc del mig a redós de la construcció de la nova carretera de Martorell a Igualada a inicis del segle XIX.